# Calcide
Calcide (in greco Χαλκίδα?, Chalkìda -  - o Chalkìs) è un comune ellenico situato nella periferia della Grecia Centrale (unità periferica dell'Eubea) con 92 809 abitanti secondo i dati del censimento 2001.
A seguito della riforma amministrativa detta Programma Callicrate in vigore dal gennaio 2011, che ha abolito le prefetture e accorpato numerosi comuni, la superficie del comune è ora di 425 km² e la popolazione è passata da 53 584 a 92 809 abitanti.

## Storia
Calcide, fondata nel 3000 a.C. circa e citata da Omero nell'Iliade, fiorì tra l'VIII e il VII secolo a.C., quando fondò numerose colonie in Magna Grecia. Dopo una lunga guerra contro Eretria, la guerra lelantina, passò sotto il controllo di Atene. Dopo il periodo macedone e bizantino venne conquistata dai Veneziani nel 1205 e nel 1470 dai Turchi. Ritornò alla Grecia nel 1830.

## Amministrazione

### Gemellaggi
- Reggio Calabria, dal 2018